# Ateyyat El Abnoudy
Ateyyat El Abnoudy (26 tháng 11 năm 1939 – 5 tháng 10 năm 2018), còn được gọi là Ateyyat Awad Mahmoud Khalil, là một nhà báo, luật sư, diễn viên, nhà sản xuất và đạo diễn phim người Ai Cập. Bà được sinh ra tại một ngôi làng nhỏ dọc theo đồng bằng sông Nile ở Ai Cập. El – Abnoudy được coi là một trong những nữ đạo diễn phim Ả Rập tiên phong khi các bộ phim của bà lấy cảm hứng từ các tác phẩm của nhiều phụ nữ Ả Rập trong ngành. Bà được gọi là "nhà làm phim người nghèo" do chủ đề đã truyền cảm hứng cho bà làm phim, bao gồm các vấn đề dân quyền và tình trạng của những người Ả Rập nghèo khó.
El Abnoudy đã nhận được hơn 30 giải thưởng quốc tế cho 22 bộ phim của mình, trong đó có ba giải cho Horse of Mud, phát hành năm 1971.

## Giáo dục và những năm đầu
Ateyyat El Abnoudy được nuôi dưỡng trong một ngôi làng nhỏ bởi hai cha mẹ bà trong một gia đình thuộc tầng lớp lao động. El – Abnoudy đã học tại Đại học Cairo để lấy bằng luật, làm việc như một nữ diễn viên tại một nhà hát địa phương để tài trợ cho giáo dục của mình. Khi ở trường đại học, bà đã gặp người chồng đầu tiên của mình, một nhà báo và nhà thơ tên Abdel – Rahman El Abnoudy. Sự nghiệp của Abdel đã cho Atteyyat tiếp cận với một mạng lưới các nhà văn, nhà thơ và các nghệ sĩ khác ở Ai Cập. 

## Sự nghiệp
El Abnoudy đã làm nhiều vai trò khác nhau tại nhà hát, chẳng hạn như quản lý sân khấu và trợ lý. Năm 1972, bà theo học Học viện Điện ảnh Cairo để hoàn thành việc học đóng phim. Trong khi đó, bà đã tạo ra Horse of Mud, đây không chỉ là phim tài liệu đầu tiên của bà, mà còn là phim tài liệu đầu tiên của Ai Cập do một người phụ nữ sản xuất.
El Abnoudy bắt đầu sự nghiệp diễn xuất của mình như một phương tiện để hỗ trợ tài chính cho bản thân ở trường trong khi bà học báo chí. Khi sự nghiệp làm nhà báo của El – Abnoud bắt đầu, bà đặc biệt quan tâm đến người nghèo ở Ai Cập, đặc biệt là Cairo. Điều này sau đó đã truyền cảm hứng cho cbàtiếp tục sản xuất và trở thành một nhà làm phim làm sáng tỏ hoàn cảnh của một số người ở Ai Cập. El – Abnoudy nhanh chóng được biết đến bởi hai danh hiệu: "nhà làm phim người nghèo" và "mẹ của phim tài liệu". Bà đã truyền cảm hứng cho nhiều nhà làm phim phụ nữ Ả Rập đi theo bước chân của mình.
Các bộ phim của El – Abnoudy được biết đến để giải quyết các vấn đề chính trị, xã hội và kinh tế ở Ai Cập. Họ đã thách thức tình trạng phim bị kiểm duyệt trong thời đại Sadat của Ai Cập. El – Abnoudy tiếp tục tranh cãi về sự kiểm duyệt của các nhà làm phim Ai Cập khi bà trở thành người phụ nữ đầu tiên thành lập công ty sản xuất của riêng mình, Abnoudy Film, nơi hỗ trợ các nhà làm phim nhỏ tương tự như bà.

## Đóng phim
| Được ghi là: | Được ghi là:             | Được ghi là: | Được ghi là: |
| Năm          | Phim                     | Đạo diễn     | Nhà sản xuất |
| ------------ | ------------------------ | ------------ | ------------ |
| 1971         | Ngựa bùn                 | Yes          | Yes          |
| Năm 1972     | Bài hát buồn của Touha   | Yes          | Yes          |
| Năm 1973     | Bán hàng lộn xộn         | Yes          | Yes          |
| 1974         | Hai lễ hội ở Grenoble    | Yes          | Yes          |
| 1975         | al – Sandawich           | Yes          | Yes          |
| 1976         | Lượt xem Luân Đôn        | Yes          | Yes          |
| 1979         | Để di chuyển vào độ sâu  | Yes          | Yes          |
| 1981         | Biển khát                | Yes          | Yes          |
| 1983         | Giấc mơ cho phép         | Yes          | No           |
| 1985         | Cây cuộn                 | Yes          | No           |
| 1988         | Giai điệu cuộc sống      | Yes          | No           |
| 1989         | Năm Maya                 | Yes          | No           |
| 1990         | Phỏng vấn tại phòng số 8 | Yes          | Yes          |
| 1992         | Người bán và người mua   | Yes          | No           |
| 1993         | Nhật ký lưu vong         | Yes          | Yes          |
| 1994         | Phụ nữ có trách nhiệm    | Yes          | Yes          |
| 1995         | Rawya                    | Yes          | Yes          |
| 1995         | Cô gái vẫn mơ            | Yes          | Yes          |
| 1996         | Ngày dân chủ             | Yes          | Yes          |
| 1996         | Nữ anh hùng Ai Cập       | Yes          | No           |
| 2000         | Cairo 1000, Cairo 2000   | Yes          | No           |
| 2002         | Tàu Nubia                | Yes          | Yes          |
| 2004         | Etiopia qua mắt Ai Cập   | Yes          | Yes          |

## Giải thưởng và đề cử
- 1971, ba giải thưởng quốc tế tại Liên hoan phim Grand Prix, Liên hoan phim Mannheim và Liên hoan phim Damascus.[3]
- Năm 1972, Giải thưởng phê bình Pháp tại Liên hoan phim Grenoble.[3]
- 1990, Giải thưởng hợp tác hay nhất, Liên hoan phim Valencia, Tây Ban Nha.[6]
- 1992, Giải thưởng phê bình phim Ai Cập, Liên hoan phim tài liệu & phim ngắn quốc tế Ismailia.[6]
- 1998, Vinh dự, Liên hoan phim quốc gia, Bộ Văn hóa Ai Cập.[6]

## liên kết ngoài
- Attiyat El – Abnoudy trên IMDb
- 1993 Ateyyat El – Abnoudy phỏng vấn Kevin Thomas
- Cuộc phỏng vấn của Ateyyat El Abnoudy với Rebecca Hillauer